# مارثا فيلد
مارثا فيلد (بالإنجليزية: Martha Field)‏ هي محامية أمريكية، ولدت في 20 أغسطس 1943.